# يرقا
يرقا بلدة من بلدات الأردن، تقع على بعد 8 كيلومترات غرب السلط، وتتبع لبلدية السلط الكبرى. يقطنها حوالي 9000 شخص تقريباً. 